# Chinoperla unidentata
Chinoperla unidentata és una espècie d'insecte plecòpter pertanyent a la família dels pèrlids. Es troba a Àsia: Tailàndia.
Les ales anteriors de la femella fan 10,5 mm de llargària. Els ous tenen forma de llàgrima.